# لطیف محمد
لطیف محمد (انگلیسی: Latif Mohammed؛ زادهٔ ۲۲ ژانویهٔ ۱۹۹۰) بازیکن فوتبال اهل غنا است.
وی همچنین در تیم ملی فوتبال غنا بازی کرده است.